# In the Court of the Crimson King
In the Court of the Crimson King je prvi album skupine progresivnega rocka King Crimson, izdan leta 1969.
Album je bil zelo pomemben in je imel velik vpliv pri nadaljnjem razvoju psihedeličnega in progresivnega rocka ter heavy metala. Združuje izjemno izvedbo glasbe, poetična besedila in mračen pogled na svet. Medtem ko so druge skupine (predvsem Pink Floyd) ustvarjale zelo dolge skladbe, tretje pa so skušale približati rock jazzu in posnemati njegovo improvizacijo (npr. Frank Zappa), je imel In the Court of the Crimson King muhasto poezijo in mračen učinek na poslušalca; tudi glede na naslovnico je spominjal na nočno moro. O skupini so pogosto tudi rekli, da igra »inteligentni heavy metal« (k temu je bržkone pripomogla tudi izjava Roberta Frippa, da je bil njegov namen ustanoviti tak bend). Album je definiral glasbeni slog in utrl pot tudi več podzvrstem progresivnega rocka ter heavy metala.
Album se začne s skladbo »21st Century Schizoid Man«, ki jo zaznamujejo popačeni vokali, hiter mehaničen ritem in glasni vstavki kitare in saksofona. Naslednja skladba »I Talk to the Wind« ji je popolno nasprotje, znana je po nežni melodiji. »Moonchild« je nadzemeljska psihedelična glasba, ki se končna s prosto improvizacijo.
Album je bil ponovno izdan v poznih devetdesetih.

## Seznam pesmi
1. »21st Century Schizoid Man« (Fripp/McDonald/Lake/Giles/Sinfield) 7:20, vključno z:
  - »Mirrors«
2. »I Talk to the Wind« (McDonald/Sinfield) - 6:05
3. »Epitaph« (Fripp/McDonald/Lake/Giles/Sinfield) - 8:47, vključno z:
  - »March for no Reason«
  - »Tomorrow and Tomorrow«
4. »Moonchild« (Fripp/McDonald/Lake/Giles/Sinfield) - 12:11, vključno z:
  - »The Dream«
  - »The Illusion«
5. »The Court of the Crimson King« (McDonald/Sinfield) - 9:22, vključno z:
  - »The Return of the Fire Witch«
  - »The Dance of the Puppets«

## Zasedba
- Robert Fripp: kitara
- Ian McDonald: harmonij, lesena piščal, melotron, klaviature, vokal
- Greg Lake: bas kitara, glavni vokal
- Michael Giles: bobni, tolkala, vokal
- Peter Sinfield